# Kelchblatt

Schematische Darstellung einer Blüte mit oberständigem Fruchtknoten und perigyner Blütenhülle (= „mittelständiger“ Fruchtknoten):
1. Blütenboden (Receptaculum)
2. Kelchblätter (Sepalen)
3. Kronblätter (Petalen)
4. Staubblätter (Stamina)
5. Stempel (Pistill)

Ein Kelchblatt, auch Sepalum (Mehrzahl: Sepalen oder Sepala) genannt, ist ein Blatt im Kelch der Blütenhülle einer Blüte von bedecktsamigen Pflanzen.
Die Kelchblätter bilden den Blütenkelch, auch Calyx und kurz Kelch genannt, und gemeinsam mit den Kronblättern der Blütenkrone die äußere Hülle einer Blüte. Von Kelchblättern wird nur bei ungleichförmigen Blütenhüllen gesprochen, die in Kelch und Krone unterschieden sind; sind alle Blütenhüllblätter gleichartig, werden diese Perigon genannt.

## Aufbau und Funktion
Die Kelchblätter sind meist derb und grün. Typischerweise sind sie laubblatt- oder hochblattartig, vor allem auch in ihrer Leitbündel-Versorgung. Der Kelch hat die Funktion, die Blüte im Knospenzustand zu schützen. Während der Knospenentwicklung wachsen die Kelchblätter gekrümmt rasch aufeinander zu und berühren sich gegenseitig. Durch Verzahnung, cuticuläre Verklebung oder durch Haare sind die Kelchblätter häufig miteinander verbunden. Die Ränder sind meist übereinander geschoben. Dadurch wird der Schutz der sich im Inneren der Knospe entwickelnden übrigen Blütenorgane erhöht.
Bei chorisepalen (= freikelchblättrigen) Blüten sind die Kelchblätter untereinander frei, bei gamosepalen (= synsepalen) Blüten dagegen verwachsen.
Die Anordnung der Kelchblätter ist meist wirtelig, gerade bei ursprünglicheren Familien aber auch spiralig, so bei Dilleniaceae oder Paeoniaceae.
Die Kelchblätter dienen ursprünglich dem Schutz der Blütenknospe, können aber im abgeleiteten Falle die Lockfunktion der Petalen verstärken.
Der Kelch kann seine Funktion auch ändern und etwa nach der Fruchtreife zur Ausbreitung beitragen. Bei Korbblütlern ist der Kelch zu einem Haarkranz, dem Pappus umgebildet, der zur Windausbreitung oder zur Anheftung an Tiere dienen kann. Der Kelch kann auch die Funktion der Krone als Schauapparat übernehmen, dies geht aber meist mit einer Reduktion der Krone einher, etwa bei den Proteaceae. Der Kelch wird dadurch kronenartig (corollinisch). Ein weiteres Beispiel ist die Besenheide.
Bei verschiedenen Verwandtschaftsgruppen sind die Kronblätter durch allmähliche Übergänge mit den Kelchblättern verbunden, so bei den Kakteengewächsen (Cactaceae) oder bei den Pfingstrosen (Paeoniaceae).
Bilden die Hochblätter einen Blütenkelch, spricht man von einem Außenkelch, Hüllkelch oder Involukrum.

## Historisches
Der Begriff Sepalum wurde von Necker 1790 allgemein für ein Perianthblatt verwendet. Nach seinen Angaben ist es ein Kunstwort, das sich vom altgriechischen Wort skepe „Decke, Hülle“ ableitet. Spätestens seit A.-P. de Candolle 1813 wird Sepalum in seiner heutigen Bedeutung verwendet.
Das Wort calix wurde bereits von Plinius in der heutigen Bedeutung verwendet. Leonhard Fuchs definierte calyx 1542 weitgehend in der heutigen Bedeutung. Jungius 1678 und Ray 1682 nennen den Kelch perianthium, insofern logisch, als damals die Corolla als eigentliche Blüte angesehen wurde. Seit Tournefort 1700 steht die heutige Bedeutung von Calyx fest.

## Nachweise
1. ↑  Andreas Bresinsky, Christian Körner, Joachim W. Kadereit, Gunther Neuhaus, Uwe Sonnewald: Lehrbuch der Botanik. Begründet von Eduard Strasburger. 36. Auflage. Spektrum Akademischer Verlag, Heidelberg 2008, ISBN 978-3-8274-1455-7, S. 803–804.
2. 1 2  Manfred A. Fischer, Karl Oswald, Wolfgang Adler: Exkursionsflora für Österreich, Liechtenstein und Südtirol. 3., verbesserte Auflage. Land Oberösterreich, Biologiezentrum der Oberösterreichischen Landesmuseen, Linz 2008, ISBN 978-3-85474-187-9, S. 93 f.
3. 1 2  Arthur J. Eames: Morphology of the Angiosperms. McGraw-Hill, New York 1961. (ohne ISBN), S. 88–90.
4. 1 2 3  Peter Leins: Blüte und Frucht. Morphologie, Entwicklungsgeschichte, Phylogenie, Funktion, Ökologie. E. Schweizerbart’sche Verlagsbuchhandlung, Stuttgart 2000. ISBN 3-510-65194-4, S. 38–42.
5. ↑  Gerhard Wagenitz: Wörterbuch der Botanik. Die Termini in ihrem historischen Zusammenhang. 2., erweiterte Auflage. Spektrum Akademischer Verlag, Heidelberg/Berlin 2003, ISBN 3-8274-1398-2, S. 54, 293 f.